# Stadion der Weltjugend
El Stadion der Weltjugend era un estadio multiusos ubicado en la localidad de Mitte en Berlín, Alemania.

## Historia
Fue inaugurado el 20 de mayo de 1950 con el nombre Walter-Ulbricht-Stadion por Walter Ulbricht, primer secretario del Partido Socialista Unificado de Alemania, durante el primer Festival Alemán de la Juventud Libre Alemana. Contaba con capacidad para 70000 espectadores y tenía varios campos de fútbol anexos al estadio principal, así como campos de tenis y pistas de atletismo.
En su momento fue el estadio de fútbol más grande de Alemania Oriental cuando fue inaugurado y fue la sede del III Festival Mundial de la Juventud y los Estudiantes de 1951 y del X Festival Mundial de la Juventud y los Estudiantes de 1973, año en el que fue renovado y su capacidad fue reducida a 50000 espectadores, además de cambiar su nombre por el de Stadion der Weltjugend.
Fue la sede del SC Dynamo Berlin hasta 1961, además de tres finales de la FDGB-Pokal en 1951, 1975 y 1989. La selección nacional lo utilizó en 13 ocasiones y en todos los partidos del clásico entre BFC Dynamo y el 1. FC Union Berlin por razones de seguridad entre 1976 y 1989.
El estadio fue demolido en 1992 con la idea de construiri uno nuevo en caso de ser elegidos como país organizador de los Juegos Olímpicos de 2000, sede que no les fue otorgada y el proyecto del nuevo estadio fue cancelado. En su lugar fue construido los Headquarters of the Federal Intelligence Service, que están desde 2006.